# Sere
Sere è un album di Christian del 1985.
Inciso nel 1985 dalla PolyGram. Produzione Musicale Mario Balducci e Pinuccio Pirazzoli. Direttore d'Orchestra e Arrangiamenti di Pinuccio Pirazzoli.Art Director: Luciano Tallarini.

## Tracce
1. Mari
2. Notte serena
3. L'abbraccio
4. Calypso melody
5. Sere
6. Noi non cambieremo mai
7. Forse sarà
8. Quando un amore nascerà
9. Storia infinita
10. Fra poco il sole è là